# André Leone
Pour les articles homonymes, voir Leone.
André Augusto Leone est un footballeur brésilien, né le 12 février 1979, qui évoluait au poste de défenseur central.

## Biographie
Après avoir fait l'essentiel de sa carrière au Brésil, il essaye deux tentatives en Italie mais il ne joue pas en équipe première, que ce soit à Vicence ou à l'AC Sienne.
Malgré ces échecs, il signe au Sporting Braga au Portugal pour jouer plus et s'imposer enfin en Europe.
Le 18 février 2009, lors des seizièmes de finale de la Coupe UEFA il marque son 1er pour le club portugais contre le Standard de Liège (3-0).

## Palmarès
- 2003 : Champion de Série C avec l'Ituano FC
- 2006 : Vainqueur du Championnat du Minas avec le SC Corinthians